# ユニバーサル・オーランド・リゾート
ユニバーサル・オーランド・リゾート（Universal Orlando Resort）は、アメリカ合衆国のフロリダ州オーランドにある、テーマパークリゾートである。3つのテーマパーク、1つのウォーターパーク、3つのオンサイトホテル、シネコンを含む商業施設であるユニバーサル・シティウォークで成り立つ。

## テーマパーク
- ユニバーサル・スタジオ・フロリダ（Universal Studios Florida 略称：USF）
- ユニバーサル・アイランズ・オブ・アドベンチャー（Universal Islands of Adventure 略称：IOA）
- ユニバーサル・エピック・ユニバース（Universal Epic Universe）[1] - 従来の場所から車で12分程度の場所に建設。テーマパーク以外にもエンターテイメントセンターやホテルやショッピング、レストランなどを併設。

## ウォーターパーク
- ユニバーサル・ボルケーノ・ベイ（Universal Volcano Bay）

## オンサイトホテル
- ポルトフィーノ・ベイ・ホテル（英語版）
- ハードロック・ホテル
- ロイヤルパシフィックリゾート